# José Luis Gutiérrez (abogado)
José Luis Gutiérrez Parra es un abogado y profesor universitario venezolano, actualmente magistrado principal del Tribunal Supremo de Justicia de Venezuela. Fue rector principal del Consejo Nacional Electoral designado por el Tribunal Supremo de Justicia (2020-2021).

## Vida
Gutiérrez se ha especializado en derecho administrativo y se desempeñó por varios años como director de la dirección nacional de partidos políticos del Consejo Nacional Electoral (CNE).
En 2020 fue designado por el Tribunal Supremo de Justicia como rector principal del Consejo Nacional Electoral hasta el 4 de mayo de 2021.